# سنان شامیل سام
سینان شامیل سام (ترکی استانبولی: Sinan Şamil Sam; ۲۳ ژوئن ۱۹۷۴ – ۳۰ اکتبر ۲۰۱۵) بوکسور اهل ترکیه بود.